# 영어가 공용어인 나라 및 지역 목록
다음은 영어를 공용어로 사용하는 주권국과 영토를 인구순으로 정렬한 목록이다.
미국에서 영어는 사실상의 공용어로 인정될 뿐이며, 실제로 미국에는 공용어로 지정된 언어가 없다. 그러나 대부분의 주에서 영어를 공용어로 지정하고 있다.
한 나라의 공용어로서 영어의 위상은 그 나라의 영어 사용 인구의 규모와 반드시 관련이 있는 것은 아니다. 이것은 특히 인도와 많은 아프리카 국가들에 있어서 그러하며, 필리핀에서도 어느 정도 그렇다.
| 순위 | 나라 (*= 사실상의 공용어) | 인구(대략 명수) |
| ---- | ------------------------- | --------------- |
| 모두 | 🌍 세계                   | 2,160,578,081   |
| 1    | 인도                      | 1,103,600,000   |
| 2    | 미국*                     | 300,007,997     |
| 3    | 파키스탄                  | 162,419,946     |
| 4    | 나이지리아                | 128,771,988     |
| 5    | 필리핀                    | 87,857,473      |
| 6    | 영국*                     | 60,441,457      |
| 7    | 남아프리카 공화국         | 44,344,136      |
| 8    | 케냐                      | 33,829,590      |
| 9    | 캐나다*                   | 32,300,000      |
| 10   | 우간다                    | 27,269,482      |
| 11   | 가나                      | 21,029,853      |
| 12   | 오스트레일리아*           | 20,300,000      |
| 13   | 스리랑카                  | 20,064,776      |
| 14   | 카메룬                    | 16,380,005      |
| 15   | 짐바브웨                  | 12,746,990      |
| 16   | 말라위                    | 12,158,924      |
| 17   | 잠비아                    | 11,261,795      |
| 18   | 르완다                    | 8,440,820       |
| 19   | 홍콩                      | 6,898,686       |
| 20   | 시에라리온                | 6,017,643       |
| 21   | 파푸아뉴기니              | 5,545,268       |
| 22   | 싱가포르                  | 4,425,720       |
| 23   | 아일랜드                  | 4,130,700       |
| 24   | 뉴질랜드*                 | 4,108,561       |
| 25   | 푸에르토리코              | 3,912,054       |
| 26   | 라이베리아                | 3,482,211       |
| 27   | 자메이카                  | 2,731,832       |
| 28   | 나미비아                  | 2,030,692       |
| 29   | 레소토                    | 1,867,035       |
| 30   | 보츠와나                  | 1,640,115       |
| 31   | 감비아                    | 1,593,256       |
| 32   | 모리셔스                  | 1,230,602       |
| 33   | 에스와티니                | 1,173,900       |
| 34   | 트리니다드 토바고         | 1,088,644       |
| 35   | 피지                      | 893,354         |
| 36   | 가이아나                  | 765,283         |
| 37   | 솔로몬 제도               | 538,032         |
| 38   | 몰타                      | 398,534         |
| 39   | 바하마                    | 301,790         |
| 40   | 벨리즈                    | 279,457         |
| 41   | 바베이도스                | 279,254         |
| 42   | 바누아투                  | 205,754         |
| 43   | 괌                        | 168,564         |
| 44   | 세인트루시아              | 166,312         |
| 45   | 세인트빈센트 그레나딘     | 117,534         |
| 46   | 미국령 버진아일랜드       | 108,708         |
| 47   | 미크로네시아 연방         | 108,105         |
| 48   | 키리바시                  | 103,092         |
| 49   | 저지섬                    | 90,812          |
| 50   | 그레나다                  | 89,502          |
| 51   | 세이셸                    | 81,188          |
| 52   | 북마리아나 제도           | 80,801          |
| 53   | 맨섬                      | 75,049          |
| 54   | 도미니카 연방             | 69,029          |
| 55   | 앤티가 바부다             | 68,722          |
| 56   | 버뮤다                    | 65,365          |
| 57   | 건지섬                    | 65,228          |
| 58   | 아메리칸사모아            | 64,869          |
| 59   | 마셜 제도                 | 59,071          |
| 60   | 케이맨 제도               | 44,270          |
| 61   | 세인트키츠 네비스         | 38,958          |
| 62   | 지브롤터                  | 27,884          |
| 63   | 영국령 버진아일랜드       | 22,643          |
| 64   | 쿡 제도                   | 21,388          |
| 65   | 터크스 케이커스 제도      | 20,556          |
| 66   | 팔라우                    | 20,303          |
| 67   | 앵귈라                    | 13,254          |
| 68   | 몬트세랫                  | 9,341           |
| 69   | 세인트헬레나              | 7,460           |
| 70   | 포클랜드 제도             | 2,967           |
| 71   | 노퍽섬                    | 1,828           |
| 72   | 크리스마스섬              | 1,600           |
| 73   | 핏케언 제도               | 69              |

## 같이 보기
- 영어 사용자 수에 따른 나라 목록